# Cylindropuntia hystrix
Cylindropuntia hystrix, conocida comúnmente como patana, es una especie de planta suculenta perteneciente al género Cylindropuntia, dentro de la familia Cactaceae. Es endémica de Cuba. 

## Descripción
Cylindropuntia hystrix es una especie de cactus que crece como un arbusto densamente ramificado, formando grandes montículos. Los tallos van de erectos a decumbentes o rastreros, son articulados y están formados por segmentos que se desprenden con facilidad. Cada uno de ellos mide hasta 15 cm de largo y unos 2 cm de diámetro. Su forma es cilíndrica, tienen la epidermis de color verde grisácea y presentan tubérculos dispuestos linealmente.
Sobre los tallos se asientan areolas conspicuas con lana blanquecina. Poseen gloquidios y de 1 a 3 espinas cubiertas por una vaina epidérmica de color amarillo parduzco que parece de papel. Son rectas, muy finas y puntiagudas. Llegan a mediar hasta 5 cm de largo y muestran una coloración parda-rojiza. 

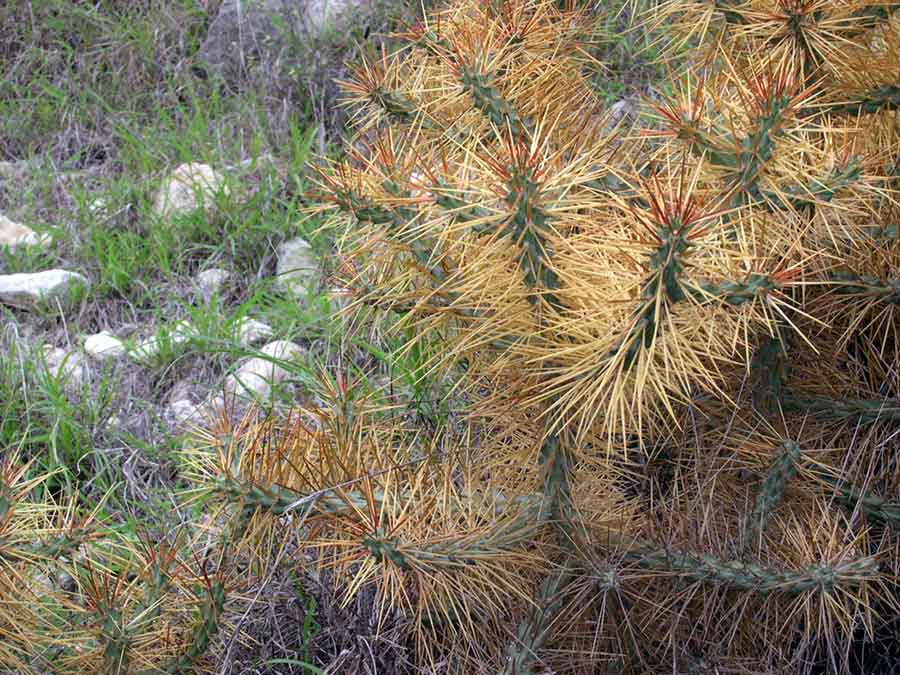
Porte de la planta

También tienen pequeñas hojas suculentas de color verde oscuro cuando son jóvenes. Tienen forma lanceolada y se caen prematuramente.

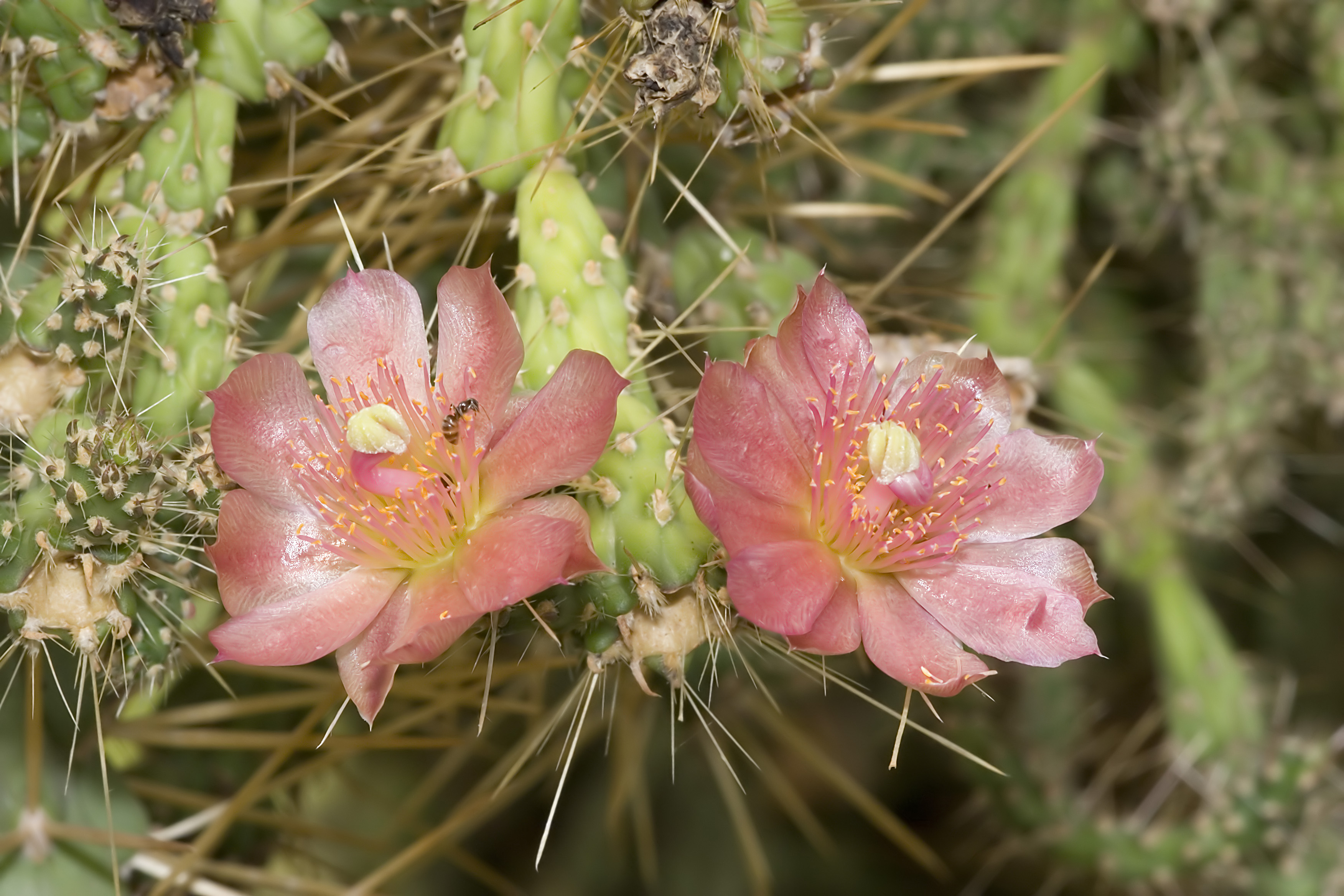
Detalle de las flores

Las flores son muy llamativas, se abren durante el día (diurnas) y son polinizadas por abejas. Aparecen en gran número en las regiones apicales de los tallos, desde finales de primavera hasta principios de verano.Tienen la corola formada por numerosos segmentos de color blanco-rosáceos, y en el centro de la flor, se observan numerosos estambres con anteras blancas-amarillentas y un estigma multilobulado central de color blanco.

## Distribución y hábitat
El área de distribución nativa de esta especie es Cuba y crece principalmente en matorrales costeros del bioma tropical estacionalmente seco, sobre suelos derivados de caliza superficial.

## Taxonomía
La primera descripción de esta especie fue como Opuntia hystrix, publicada en 1866 por el botánico alemán August Heinrich Rudolf Grisebach en el libro ilustrado Catalogus plantarum cubensium: 117.
Posteriormente, el botánico cubano L. Alberto E. Areces-Mallea colocó la especie en el género Cylindropuntia, pasando a llamarse Cylindropuntia hystrix y anotando estos cambios en Ciencias (Havana), Ser. 10, 15: 4 en el año 1976.
Etimología
- Cylindropuntia: nombre genérico formado por dos palabras: el sustantivo griego kýlindros (que significa 'cilindro') y el género Opuntia, (con el que el género tiene similitudes), haciendo referencia a la forma cilíndrica de los tallos de las plantas.[6]
- hystrix: epíteto específico griego que significa 'puercoespín crestado', haciendo referencia a la apariencia de los tallos espinados de la especie.[7]

## Estado de conservación
En la Lista Roja de Especies Amenazadas de la UICN, la especie está clasificada como de “En Peligro Crítico (CR)”.
Las principales amenazas que sufre la especie se deben a la pérdida de hábitat por las plantaciones de cultivo. Además, los agricultores locales queman las plantas porque sus espinas son dañinas para el ganado.
En la actualidad, se han implementado numerosas medidas conservacionistas en el país con el fin de cultivar ejemplares de esta especie en instituciones científicas y jardines botánicos para su posterior reintroducción en el hábitat.

## Usos
Se cultiva principalmente como planta ornamental y su propagación se realiza a través de esquejes. También se pueden injertar los tallos sobre especies cercanas como algunas especies del género Opuntia.
Es bastante susceptible a la pudrición de las raíces por exceso de agua, por lo que se recomienda regar cada quince días (suspendiendo el riego en invierno). El sustrato debe de tener un buen drenaje, con poca materia orgánica. Es imprescindible que reciba luz solar directa durante todo el día y no tolera temperaturas inferiores a los 5⁰C.